# Кинг-Конг Банди
Кристофер Аллан Палльес (англ. Christopher Alan Pallies, 7 ноября 1955, Атлантик-Сити, Нью-Джерси — 4 марта 2019, Глассборо, Нью-Джерси) — американский рестлер и актёр, известный под именем Кинг-Конг Банди.
Под этим псевдонимом он изображал драчливого, болтающего без умолку злодея. Он выступал в World Wrestling Federation (WWF) в середине 1980-х и середине 1990-х годов и участвовал в главном событии WrestleMania 2 в 1986 году, сразившись с Халком Хоганом в стальной клетке за звание чемпиона мира WWF в тяжелом весе. Он также был хедлайнером первого Survivor Series в 1987 году, а также первого главного события Extreme Championship Wrestling, November to Remember, в 1993 году.
Умер 4 марта 2019 года в Глассборо, Нью-Джерси, в возрасте 64 лет от осложнений, вызванных диабетом.

## Титулы и достижения
- AWA Superstars of Wrestling
  - AWA Superstars of Wrestling Heavyweight Championship (1 раз)
- Continental Wrestling Association
  - NWA/AWA Southern Heavyweight Championship (1 раз)
  - |NWA/AWA Southern Tag Team Championship (1 раз) — с Риком Рудом[4][5]
- Georgia Championship Wrestling
  - NWA National Tag Team Championship (1 раз) — с Суперзвездой в маске
- International Pro Wrestling
  - IPW Heavyweight Championship (1 раз)[6]
- International Wrestling Superstars
  - IWS United States Championship (1 раз)
- Maryland Championship Wrestling
  - MCW Heavyweight Championship (1 раз)
- NWA New York
  - NWA New York Heavyweight Championship (1 раз)
- Pro Wrestling Illustrated
  - № 147 в списке 500 лучших рестлеров в 1995 году[7]
  - № 124 в списке 500 лучших рестлеров в истории (2003 год)
- Top Rope Wrestling
  - TRW Heavyweight Championship (1 раз)
- World Class Championship Wrestling
  - NWA American Heavyweight Championship (2 раза)[8]
  - NWA American Tag Team Championship (2 раза) — с Биллом Ирвином (1) и Багси МакГроу (1)[9]
- World Wrestling Federation
  - Премия «Слэмми» (2 раза)
    - Премия стипендии Бобби «Мозга» Хинана (1987) — в паре с Хаку, Тамой, Андре Гигантом, Геркулесом и Харли Рейсом
    - Самый эволюционировавший (1994) — в паре с Гориллой Монсуном
- World Wide Wrestling Alliance
  - WWWA Heavyweight Championship (1 раз)